# Rainbow Wonderland
『Rainbow Wonderland』（レインボー・ワンダーランド）は、石田燿子の通算4枚目のオリジナルアルバム。2015年12月2日にランティスより発売された。

## 概要
- 前作『Happy For You 〜20th Anniversary〜』から約2年2か月、オリジナルアルバムとしては『Another Sky』以来約5年ぶりのリリースとなる。
- ランティスに移籍して唯一のオリジナルアルバムであり、2012年から2014年にかけてランティスからリリースされた3枚のシングルの表題曲とカップリング曲に加え、ワーナー・ホーム・ビデオからリリースされたシングル表題曲「COLORFUL BOX」も収録されている。
- また、石田が半分以上の曲に歌詞を担当した初となるアルバムでもある。
- 本作の宣伝や広告の一環として、オンラインゲーム『エミル・クロニクル・オンライン』のサービス開始10周年記念ソングに起用された楽曲「Diamond days 〜想いの力〜」のプロモーションビデオが制作され、フルサイズでランティスの公式Youtubeチャンネルに公開された[2]。

## 収録内容
| #         | タイトル                        | 作詞       | 作曲                  | 編曲                      | 時間  |
| --------- | ------------------------------- | ---------- | --------------------- | ------------------------- | ----- |
| 1.        | 「はじまる」                    | 石田燿子   | しほり                | 柳田しゆ                  | 4:23  |
| 2.        | 「Magic of the rainbow」        | 石田燿子   | rino                  | 安瀬聖                    | 3:58  |
| 3.        | 「あしたの太陽」                | 細井聡司   | 細井聡司              | 細井聡司                  | 4:04  |
| 4.        | 「Thank you from now on」       | 石田燿子   | しほり                | 安瀬聖                    | 4:44  |
| 5.        | 「INFINITY 〜あの日を越えて〜」 | 石田燿子   | 石川智晶              | MATERIAL WORLD            | 4:37  |
| 6.        | 「スターダスト・ファンタジー」  | YOSSY      | TAKA                  | TAKA                      | 3:12  |
| 7.        | 「soar」                        | 黒岩サトシ | 原田篤（Arte Refact） | fandelmale（Arte Refact） | 3:58  |
| 8.        | 「God knows...」                | 畑亜貴     | 神前暁                | 神前暁                    | 4:54  |
| 9.        | 「またいつか君と」              | 石田燿子   | 安瀬聖                | 安瀬聖                    | 4:44  |
| 10.       | 「Diamond days 〜想いの力〜」   | 石田燿子   | 寺田志保              | 寺田志保                  | 4:36  |
| 11.       | 「COLORFUL BOX」                | 分島花音   | カヨコ                | 千葉"naotyu-"直樹         | 4:00  |
| 12.       | 「生命の樹」                    | 石田燿子   | 安瀬聖                | 安瀬聖                    | 4:21  |
| 合計時間: | 合計時間:                       | 合計時間:  | 合計時間:             | 合計時間:                 | 51:31 |

## 楽曲解説
1. はじまる
21枚目のシングルの表題曲。オンラインゲーム『エミル・クロニクル・オンライン』9周年記念ソング。
2. Magic of the rainbow
19枚目のシングルのカップリング曲。
3. あしたの太陽
PCゲーム『三国恋戦記〜オトメの兵法!〜 思いでがえし』オープニングテーマ。
4. Thank you from now on
21枚目のシングルのカップリング曲。
5. INFINITY 〜あの日を越えて〜
19枚目のシングルの表題曲。オンラインゲーム『エミル・クロニクル・オンライン』8周年記念ソング。
6. スターダスト・ファンタジー
7. soar
パチスロ『絶対衝激Ⅱ 〜PLATONIC HEART〜』提供曲。
8. God knows...
テレビアニメ『涼宮ハルヒの憂鬱』挿入歌のカバー曲。カバーアルバム『Hyper Yocomix3』に収録されているバージョンとは異なる。
9. またいつか君と
18枚目のシングルのカップリング曲。
10. Diamond days 〜想いの力〜
オンラインゲーム『エミル・クロニクル・オンライン』10周年記念ソング。
11. COLORFUL BOX
22枚目のシングルの表題曲。テレビアニメ『SHIROBAKO』前期オープニングテーマ。
12. 生命の樹
18枚目のシングルの表題曲。オンラインゲーム『エミル・クロニクル・オンライン』7周年記念ソング。